# Bajadéra (opereta)
Bajadéra je opereta o třech dějstvích skladatele Emmericha Kálmána. Libreto napsali Julius Brammer a Alfred Grünwald. Premiéra se konala 23. prosince 1921 ve vídeňském divadle Carltheater.

## Historie vzniku

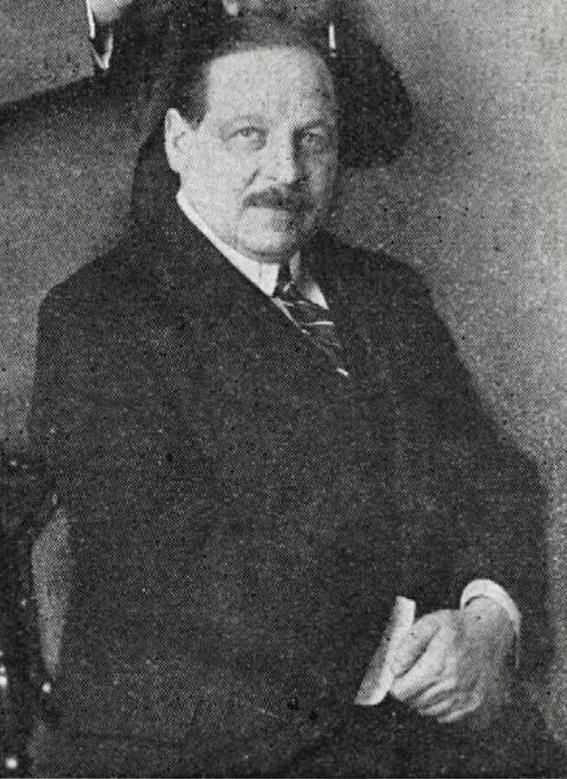
Emmerich Kálmán, 1924

Tato opereta zahájila plodnou spolupráci obou libretistů s Kálmánem. Společně vydali pět operet: Die Bajadere, Gräfin Mariza, Die Zirkusprinzessin, Die Herzogin von Chicago a Das Veilchen vom Montmartre.
Název pochází podle stejně pojmenovaných indických tanečnic. Některé z nich se nazývají „devadasi" (služky bohyň) a předvádějí rituální tance při hinduistických náboženských obřadech. Jiné, zvané „nacine" (poutníci), se toulají po zemi a tančí na světských slavnostech.
Hudba operety kombinuje orientální motivy s melodiemi současného tance (foxtrot, two-step, shimmy, pomalý valčík, jazz). Maďarská melodika, charakteristická pro dřívější Kálmánovy operety je stěží poznatelná. Je to parodie na skutečně klasickou operetu. Obsahuje indickou mystiku a erotiku. Během koloniální nadvlády chodila indická knížata relaxovat do Evropy.
Emmerich Kálmán považoval tuto operetu za dílo, které se ze všech jeho jevištních děl nejvíce přibližuje opeře. Toto tvrzení potvrzuje jeho dcera Yvonne Kálmán v brožuře k CD. Mnoho částí této operety je vytvořeno jako opera.

## Děj operety
Příběh je o lásce divadelní hvězdy pařížského varieté, Odette Darimond (bývalé bajadéry) a indického velmože. Děj se odehrává v Paříži ve dvacátých letech dvacátého století.

### První dějství
Foyer divadla „Théâtre du Châtelet" v Paříži
Henri Jaques Ruisseau d'Ouvert, principál divadla, poslouchá potlesk obecenstva a je spokojen. Mezinárodně známá zpěvačka, Odette Darimonde, zaručuje premiéře operety úspěch. Jeho prominentní host, princ Rajami je fascinován operetní divou, která hraje indickou chrámovou tanečnici a zamotává hlavy všech mužů. Do sebevědomé sopranistky se zamiluje.
V obecenstvu jsou Marietta a její manžel Philippe Louis La Tourette a také její obdivovatel Napoleon Saint-Cloche. Zatímco se Louis Philipp zabývá tím, jak by mohl jako výrobce čokolády expandovat, Napoleon se snaží s Mariettou sblížit. Ona však svému obdivovateli nedává sebemenší naději. Jejich duet „Drahý příteli“ je koketní a mění se v ladný valčík. Když ale Napoleon říká, že se zná s indickým princem, stane se pro Mariettu zajímavým a nejen pro ni.
Ačkoli je princ jménem své vlády již zasnouben, aby byl v indickém Lahore zajištěn nástupce jeho strýce jako hlavy státu, chce se oženit s Odettou. Ta během přestávky vychází na veřejnost. Mezi fanoušky, kteří ji obklíčili, je také Rajami. Zazní duet Rajamiho a Odetty „Lotus je moje ranní květina“, ve kterém se romantická melodie Odetty promění v melodický valčík. Rajami, aby prodloužil štěstí, že je blízko své milované, zve všechny přítomné, herce i veřejnost, na velkolepou oslavu. Jednání končí mohutným sborem.

### Druhé dějství
V knížecím paláci
Odette přijala princovo pozvání. Přesvědčen o své erotické přitažlivosti a o síle své vůle se s ní vsadí, že ona se do něj sama zamiluje stejně tak, jak se on zamiloval do ní. Kromě toho také tvrdí, že ještě téhož večera mu to písemně potvrdí. Jejich duet „Můj příteli, buď s tebou mír“ je plný štěstí a také ten následující: „Úzkost srdce se zastaví.“ Odette se baví milostným velikášstvím indického vládce a rozhodne se dát mu lekci evropské emancipace. Když Rajami odejde, aby učinil nezbytná opatření související s jejich zasnoubením, Umfir řekne Odette, že tento sňatek jeho pána zničí. Podle zákonů jejich vlasti si Rajami může vzít jen dceru svého lidu, jinak přijde o všechno, jeho jméno bude zahanbeno a jeho vlast bude pro něj ztracena.
Zazní veselý pěvecký sbor, bajadéry routouženě tančí. Philippe La Tourette sjednává s Umfirem cestu do své země za účelem prodeje čokolády. Principál frustrované Mariettě vysvětluje, že je to nutné „pro zkoušku citů". S ní zůstává Napoleon, který plní její každé přání. Duet Marietty a Napoleona „Nemůžete nikam opustit Paříž“ je koketní a půvabný.
Princ si je svou věcí jistý a nechá ve svém paláci připravit všechno na svatbu. K tomu také potřebuje dva svědky, kteří znají jeho domovinu a tu přichází Napoleon jako na zavolanou. Marietta je však záhadným způsobem najednou odhodlaná opustit svého manžela a navrhne Napoleonovi, aby navštívil Louise Philippeho a požádal o její ruku. Ten bez váhání s rozvodem souhlasí. Odette stále hraje ochotnou „bajadérku“. Teprve při svatebním obřadu v posledním okamžiku prince odmítne. Oznamí, že to všechno bylo jen představení, role, kterou hrála, aby pobavila hosty. S hořkým sarkasmem a přehnanou veselostí zní poslední slova Rajamiho – „Ach, Paříž, Paříž, zábavné město!“

### Třetí dějství
Bar na jednom z pařížských nádraží.
Marietta a Napoleon jsou nyní manželé, ale ona již poznala jeho přehánění a považuje jej za nudného jako dříve Louise-Philippa. Ten se vrací z koloniální cesty, je elegantně oblečený a nově byl Rajamim jmenován jeho poradcem pro Indii. Napoleon, který se s Mariettou nudí stejně jako ona s ním, říká Louis-Philippovi, že ji může mít zpátky. Když Marietta uvidí svého manžela, radostně k němu spěchá. Duet Marietty a Philippe „Chcete-li být moderní“ - v rytmu shimmy.
Rajami je zklamaný, chce navždy opustit Francii. Tady mu puklo srdce a už se nikdy nechce vrátit. Navštěvuje však každé představení operety, aby byl blízko své zbožňované, která se ostatně do něho již také zamilovala, ale nchce to přiznat. Oba se tak týdny trápí. Nakonec se však ukáže, že Odette je původně indická chrámová tanečnice, bajadéra Leilo Rahi, která odešla do Evropy. Rajami dostává povolení se s ní oženit. Milenci jsou šťastní. Když vejde ve známost, že se princ vrátí do Indie, ředitel mu nabídne v závěrečné scéně operety roli indického knížete. Odette ve finále přešťastně vezme prince do své náruče. Opereta končí jemným duetem Rajamiho a Odette „Růže východu“.

## Hudební čísla
V německém originálu:
- Předehra

Akt I
- Chorus, Ensemble
- Sterne der Buhne, sie strahlen so schön (Odette)
- Lotosblume, ich liebe dich (Zaza, Chorus)
- Wenn die Sterne am Himmel leuchten (Marietta, Napoleon)
- O Bajadere, wie dein Bild mich berauscht (Radjami)
- Rosen aus Djeipur (Odette, Radjami)
- Ensemble, Melodrama
- Lotosblume, duett (Odette, Radjami)

Akt II
- Mezihra
- Tance
- Du, Du, Du, nur Du (Odette, Radjami)
- Waltz (Odette, Radjami)
- Die kleine Bar dort am Boulevard (Marietta, Napoleon)
- Schatzi, ich möchte einen Zobel (Marietta, Napoleon, Louis-Philipp)
- Deine dunklen Augen strahlen durch die Nacht (Odette, Radjami)
- Finále II dějství

Akt III
- Mezihra
- Arie (Radjami)
- Shimmy tanec: Fräulein, bitte, woll’n sie (Marietta, Louis-Philipp)
- Arie (Napoleon)
- Finále

## Obsazení při premiéře
| Role                       | Hlas   | Premiéra 23, prosinec 1921 |
| -------------------------- | ------ | -------------------------- |
| Mariette                   | soprán | Louise Kartousch           |
| Napoleon St. Cloche        | tenor  | Ernst Tautenhayn           |
| Odette Darimonde           | soprán | Christl Mardayn            |
| Philippe Louis La Tourette | bas    |                            |
| Princ Rajami               | tenor  | Louis Treumann             |

## Inscenační historie
Premiéra se konala 23. prosince 1921 ve vídeňském divadle Carltheater. Dnes se však tato opereta uvádí jen zřídka. Jedním z důvodů je pravděpodobně nadbytek operet ve dvacátých a třicátých letech dvacátého století, kdy se díla předních skladatelů té doby navzájem vytlačila z repertoáru. V případě Emmericha Kálmána byla tato opereta, stejně jako jeho ostatní díla během nacistické éry, zakázána.
S anglickým názvem The Yankee Princess, měla tato opereta premiéru v New Yorku v říjnu 1922.
Ve Švédsku měla opereta premiéru 2. prosince 1922 v divadle Stora Teatern v Göteborgu.
V SSSR se premiéra konala v březnu 1923 v Moskevském divadle operety pod názvem „Баядерка“. Ruskou verzi libreta napsali R.I Tichomirov (Р. И. Тихомиров) a S. B. Fogelson (С. Б. Фогельсон).
V Estonsku byla „Bajadéra“ uvedena ve čtyřech divadlech. V divadle Estonia Theatre v Tallinnu v letech 1924, 1936 a 1957. V divadle Vanemuine v Tartu v letech 1929 a 2001, v Kandles 1930 a v divadle Ugala ve Viljandi v roce 1930.
Polská premiéra: Varšava, 28. října 1922.
V Československu ji uvedlo poprvé 9. září 1922 německé divadlo v Brně v Brněnském domě a již 10. září 1922 také Nové německé divadlo v Praze. Premiéra v češtině se konala 5. prosince 1924 v Národním divadle Moravskoslezském v Ostravě. Hrála se tam celkem čtrnáctkrát až do 21. dubna 1925.

## Nahrávky
- Hudební vydavatelstvíí CPO vydalo kompletní nahrávku díla na 2 CD. Rozhlasový orchestr  (WDR Funkhausorchester Köln) a sbor (WDR Rundfunkchor Köln) v Kolíně nad rýnem hrál a zpíval pod vedením Richarda Bonyngeho. Mezi sólisty mezi jinými byli: Heike Susanne Daum, Rainer Trost, Anke Vondung a Stephan Genz.
- Hudební vydavatelství klasické hudby Newport Classics vydalo operetu na 2 CD (název: The Bayadere, nová anglická verze). Sólisté: Eric Fennell, Buck Hujabre, Susan Miller, John Pickle, Julie Wright; Sbor a orchestr Light Opera v Ohiu, řídil Lynn Thompson.